# Konop
Konop (románul: Conop) falu Romániában, Arad megyében.

## Fekvése
Lippától 19 kilométerre keletre, a Maros jobb partján fekszik.

## Nevének eredete
Neve egy 'kender' jelentésű szláv szóból való. Először 1510-ben említették, Konop alakban.

## Története
1780-ban már romos állapotú ortodox fatemploma helyére 1782-ben emeltek újabbat. 1784-ben a parasztok feldúlták nemesi udvarházait. Birtokosa az 1790-es években a Török család volt. Vályi András leírása szerint ekkoriban szép szarvasmarhákat hizlaltak benne, azonkívül sok kecskét és méhet is tartottak. Román lakóinak egy részét görögkatolikus vallásúnak mondja, míg a későbbi népszámlálások túlnyomórészt ortodox lakosságot írtak össze. 1830 körül pálinkafőzdéje, hét vízi- és egy szárazmalma működött (hat vízimalom a lakosoké, egy vízi- és a szárazmalom az uraságé). 14 ezer holdas határát túlnyomó részben hegyvidéki erdők foglalták el, sok szilvás, 610 használható és 560 holdnyi kopár legelő. Birtokosa, Czigler Antal négy helyen végzett próbaásatásokat kőszenet keresve, és egy elhagyott rézbánya is volt határában. Márki Sándor leírása szerint a tulajdonképpeni Konoptól nyugatra, egy diófaerdővel elválasztva hozzátartozott a Konopica vagy Úrvölgy nevű településrész is. 1895-ben uradalmának birtokosa Kintzig János volt. A 7515 hold kiterjedésű uradalom 93%-ban tölgyes–bükkös erdőkből állt. A Marosban pontyot, harcsát, kecsegét fogtak, vízi- és szárazmalmai őröltek, határában követ fejtettek.
1910-ben 1116 lakosából 932 volt román, 101 magyar és 74 cigány anyanyelvű; 1004 ortodox, 54 római katolikus, 24 református és 18 zsidó vallású.
2002-ben 584-en lakták, közülük 577 volt román nemzetiségű; 537 ortodox és 39 pünkösdista vallású.

## Nevezetességek

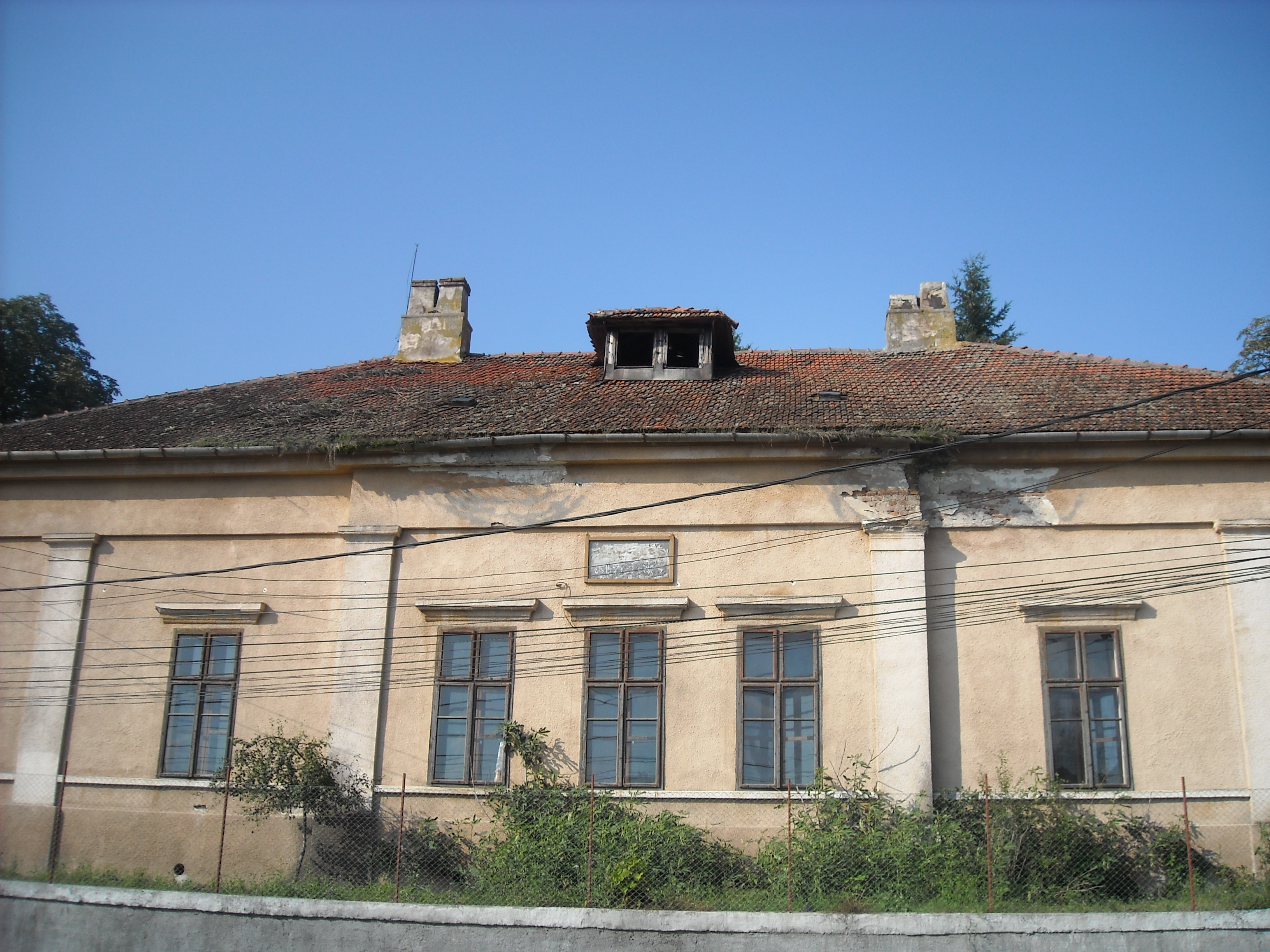

- A faluban a „Dealul Hotărel” és „La Cotărci” nevű helyeken kőkorszaki és 11–12. századi települések maradványait tárták fel. A régészeti lelőhely a romániai műemlékek jegyzékében az AR-I-s-B-00433 sorszámon szerepel.
- A ma általános iskolának helyet adó kúria a 18. század végén épült a falu keleti peremén, klasszicista stílusban. Leghíresebb birtokosa Ștefan Cicio-Pop, a 20. század elején az Arad vármegyei román nemzeti mozgalom egyik vezetője volt. (AR-II-m-B-00596)
- A falutól északra, a Pripor nevű hegyen az 1784-es és 1848-as parasztfelkelés áldozatainak emlékműve.
- A Debelagora turistaház és kemping a falu és Berzova között a Maros menti műútból leágazó erdei úton közelíthető meg, a műúttól nyolc kilométerre fekszik.

## Ismert emberek
- Itt született 1923. január 31-én Mózes Magda orvos, laboratóriumi főorvos, egyetemi oktató, orvosi szakíró.